# 以色列足球丙級聯賽
以色列足球丙級聯賽（Liga Bet，希伯來語：‎）或稱B聯賽，是以色列足球協會组织的职业足球联赛，通常简称“以丙”，是以色列足球聯賽系統中的第四級別聯賽。

## 外部連結
- Israel Football AssociationArchive.today的存檔，存档日期2012-07-23